# Cecilia Bertozzi
Cecilia Bertozzi (Faenza, 9 gennaio 1996) è un'attrice italiana.

## Biografia
Cresciuta nella provincia romagnola interna, nella campagna tra Imola e Faenza, si avvicina prima alla musica e poi alla recitazione, scegliendo il Liceo Scientifico all'Istituto Alberghetti di Imola per via della presenza di un corso di teatro pomeridiano. Nel 2014, a sedici anni, ottiene il primo ruolo al cinema, nel film Maicol Jecson di Francesco Calabrese.
Dopo una serie di laboratori e corsi tra Imola, Bologna e Milano, consegue il diploma inizialmente alla scuola Teatro Arsenale di Milano nel 2017, e successivamente all'Accademia Nazionale di Arte Drammatica di Roma, nel 2020.
Dopo vari ruoli in cortometraggi e progetti teatrali scolastici, recita nel film indipendente La Banda Grossi (2017). Una volta diplomata ottiene ruoli da co-protagonista nelle serie Nudes (2019), Odio il Natale (2021) e Il nostro generale (2022), dove interpreta Simona Dalla Chiesa, figlia del generale Carlo Alberto Dalla Chiesa, interpretato da Sergio Castellitto.
A teatro è attiva con il duo Deflorian-Tagliarini che segue dal 2021 per l'opera Sovrimpressioni.
Grazie ai lavori dell'anno 2023, e in particolare grazie al monologo nel film Comandante (film d'apertura alla 80ª Mostra internazionale d'arte cinematografica di Venezia), riceve il neo istituito David Rivelazioni Italiane.

## Filmografia

### Cinema
- Maicol Jecson, regia di Enrico Audenino e Francesco Calabrese (2014)
- Un'altra sigaretta, regia di Caterina Salvadori – cortometraggio (2015)
- La banda Grossi, regia di Claudio Ripalti (2017)
- Il punto fisso, regia di Vincenzo Campisi – cortometraggio (2017)
- 99, regia di Simone Bozzelli – cortometraggio (2018)
- Comandante, regia di Edoardo De Angelis (2023)

### Televisione
- Un passo dal cielo 3 – serie TV, 1 episodio (2014)
- Nudes – serie TV, 3 episodi (2019)
- Odio il Natale – serie TV, 6 episodi (2021)
- Il nostro generale – serie TV, 7 episodi (2023)
- Call My Agent - Italia 2 – serie TV (2024)
- Marconi - L'uomo che ha connesso il mondo, regia di Lucio Pellegrini – miniserie TV (2024)

## Teatro
- Il male e i suoi fiori, regia di Marina Spreafico, Teatro Arsenale di Milano (2017)
- My Generation, regia di Paolo Costantini, Teatro Duse di Roma (2018)
- Mask V, regia di Michele Monetta, Festival dei Due Mondi di Spoleto (2018)
- Officine Teatrali, regia di Massimiliano Farau, Teatro Belli di Roma (2018)
- Preferisco star sveglio di notte, Festival Contaminazioni, Teatro India di Roma (2018)
- C’è qualcuno alla porta, adattamento da Old Times di Harold Pinter, Teatro Nuovo di Napoli (2018)
- Sulla riva di un lago, supervisione di Giorgio Barberio Corsetti, Festival dei Due Mondi di Spoleto (2019)
- Voci della città stanca, regia di Monica Demuru, Palazzo delle Esposizioni di Roma (2019)
- Forse c’è abbastanza cielo su questi prati, regia e coreografie Enzo Cosimi, Spazio Mattatoio Roma Europa Festival (2019)
- Sovrimpressioni di e con Daria Deflorian e Antonio Tagliarini (2021)
- La vita che ti diedi di Luigi Pirandello, regia Stéphane Braunschweig, Teatro Stabile di Torino (2024)

## Riconoscimenti
- David di Donatello
  - 2024 – David Rivelazioni Italiane[7]